# 颱風瓊安 (1970年)
颱風瓊安（英語：Typhoon Joan，菲律賓大氣地球物理和天文服務管理局：Sening）為1970年太平洋颱風季的熱帶氣旋之一，強度相當於萨菲尔-辛普森飓风风力等级的五級颶風。颱風瓊安是影響菲律賓的第四強颱風。